# 最後の日曜日
『最後の日曜日』（ポーランド語: To ostatnia niedziela）は、ポーランドで1935年に発表されたタンゴである。イェジィ・ペテルスブルスキが作曲し、ゼノン・フリードヴァルトが作詞した。歌詞は若者が心変わりした恋人に「最後にもう一度会いたい」と懇願する内容で、自殺の決意を示唆しているようにも取れたことから、「自殺のタンゴ」（ポーランド語: Tango samobójców）とも通称された。録音はミェチスラフ・フォグによるものが特に知られ、戦間期のポーランドにおける最大のヒット曲の1つとなった。
ソビエト連邦でも人気のある曲で、1937年にはロシア語版が発表されている。しかし、歌詞が「退廃的な雰囲気」とされたため、訳詞ではないロシア語歌詞が新たに書かれることとなった。こうして3種類のロシア語版、すなわちアンドレイ・ボルコフ（Андрей Волков）が作詞した『カエデの木から葉が落ちる』（Листья падают с клёна）、アスタ・ガッラ（Аста Галла）が作詞した『南の歌』（Песню о Юге）、ヨシフ・アルヴェク（Иосиф Альвек）が作詞した『別れ』（Расставание）が発表された。最も人気があったのは『別れ』で、後に歌詞の一節から『疲れた太陽』（ロシア語: Утомлённое солнце）という呼び名で広く知られた。歌詞だけではなく、ピアニストのアレクサンダー・ツファスマンが踊りやすいようにと演奏に加えたリズムを強調するアレンジも高く評価された。
1930年代のソビエト連邦を舞台とした映画『太陽に灼かれて』（原題：Утомлённые солнцем）のタイトルは『疲れた太陽』に由来し、また主題歌にも使われた。